# Gaultheria hapalotricha
Gaultheria hapalotricha är en ljungväxtart som beskrevs av A. C. Smith. Gaultheria hapalotricha ingår i släktet Gaultheria och familjen ljungväxter. Inga underarter finns listade i Catalogue of Life.